# Крёгер, Теодор
Теодор Крёгер (настоящее имя Бернхард Альтшвагер) — немецкий писатель, родился 5 декабря 1891 года в Санкт-Петербурге, Россия (в некоторых источниках указан 1897 год); умер 24 октября 1958 года в деревне Клостерс-Зернеус, кантон Граубюнден; Швейцария.

## Биография
Крёгер вырос в семье мекленбуржца Бернхарда Фридриха Альтшвагера (1862—1931), владельца часового магазина в Санкт-Петербурге. Крёгер посещал гимназию реформистской общины в Санкт-Петербурге, в 1913 году поехал в Нейшатель (Швейцария) учиться на часовщика, а после возвращения в Россию как подданный Германской империи был с началом Первой мировой войны выслан в Верхотурьевск на Урале.
Во времена Третьего Рейха Крёгер был признанным писателем и членом Имперской писательской печатной палаты в Берлине, в 1941 году он переехал по состоянию здоровья сначала в Австрию, а в 1946 году в Швейцарию, где и жил до самой смерти.
Он описал свой жизненный опыт в нескольких произведениях. Самого большого успеха Крёгер достиг своим романом «Забытая деревня. Четыре года в Сибири» (первое издание в 1934 году, последнее в 1981 году), где в форме романа, переработав свою биографию, описал от первого лица, как он после начала Первой мировой войны пытался сбежать из России в Германию, был арестован по подозрению в шпионаже и выслан в местечко Никитино по ту сторону железнодорожной станции Ивдель в Сибири. В романе он описывает свой опыт жизни в России в статусе интернированного немецкого подданного, рассказывает о своей дружбе с капитаном полиции Иваном Ивановичем и о женитьбе на прекрасной татарке Фаиме, о защите немецких и австрийских военнопленных, о том, как он инициировал в маленьком городке строительство школы.
Роман драматично заканчивается закатом городка Никитино в буре Октябрьской революции. Общий тираж этого романа превысил миллион экземпляров. (Полный русский перевод этого романа был опубликован в 2012 году в сети Интернет.)
Второй, тоже фиктивно-автобиографический роман, «Наташа» изображает жизнь автора после возвращения в Германию. Этот роман был опубликован уже после смерти писателя в 1960 году его вдовой. (Полный русский перевод этого романа был опубликован в 2015 году в сети Интернет.)
Приключенческий роман «Родина на Дону» описывает Россию во время Первой мировой войны и в первые годы после большевистского переворота, его основное содержание — последние моменты отчаянной борьбы Белой Армии в Крыму. (Русский перевод этого романа опубликован в сети Интернет в 2016 году.)
Книга «Брест-Литовск» с подзаголовком «Начало и последствия большевистского всемирного обмана» содержит многочисленные черно-белые фотографии мирных переговоров в Брест-Литовске в 1917 году. Она жестко критикует ужасающие последствия «русской» революции с точки зрения «космополита» немецкого происхождения.
В своем творчестве Крёгер защищал национально-консервативные позиции, воспевал такие «специфически немецкие» черты, как товарищество и верность долгу. Крёгер хорошо знал русский язык и в своих произведениях выступал за дружбу между немецким и русским народами, хотя отношение его автобиографического героя к своему русскому окружению иногда содержало высокомерные нотки «культуртрегерства». Крёгер был также убежденным антикоммунистом и ярко описывал ужасы революционных и послереволюционных лет в России.
Произведения Теодора Крёгера:
- Das vergessene Dorf. Vier Jahre Sibirien. Ein Buch der Kameradschaft, Propyläen-Verlag Berlin 1934. 1. Neuausgabe: Bertelsmann-Lesering 1954; 2. Neuausgabe (786.-790. Tsd.): Fleischhauer u. Spohn Verlag, Bietigheim-Bissingen 1981; 3. Neuausgabe:Weltbild-Verlag, Augsburg 1995 ISBN 3-89350-941-0. (русский перевод: "Забытая деревня. Четыре года в Сибири)
- Heimat am Don, Propyläen-Verlag, Berlin 1937. Neuausgabe: Bertelsmann-Lesering 1955; Fleischhauer u. Spohn Verlag, Bietigheim-Bissingen 1981; Weltbild-Verlag, Augsburg 1995 ISBN 3-89350-941-0. (русский перевод: «Родина на Дону»)
- Brest-Litowsk. Beginn und Folgen des bolschewistischen Weltbetrugs, Ullstein A.G. Berlin 1937.
- Kleine Madonna, Propyläen-Verlag Berlin 1938.
- Der Schutzengel. Eine Erinnerung aus dem vergessenen Dorf, Propyläen-Verlag Berlin 1939.
- Lächelnd thront Buddha, W. Classen Verlag, Zürich 1947. (1950 unter dem Titel Sturm über dem Himalaja).
- Sturm über dem Himalaja, Deutscher Buchklub Hattingen 1951.
- Vom Willen gemeißelt. Ein Roman um die Erbauung der Großglockner-Hochalpenstraße, Rabenstein Verlag 1951.
- Schatten der Seele, Salzburg, Rabenstein Verlag 1952.
- Natascha, Bertelsmann Lesering, Gütersloh 1963. Postum durch seine Frau Hildegard Kröger im Herbst 1960 aufgrund wiederholter Anfragen von Lesern veranlasst. Neuausgabe: Fleischhauer u. Spohn Verlag, Bietigheim-Bissingen 1981. Weltbild-Verlag, Augsburg 1995 ISBN 3-89350-941-0. (русский перевод: «Наташа»)